# Rey Si de Zhou
El Rey Si de Zhou (en chino, 周思王; pinyin, Zhōu Sī Wáng) fue el trigésimo rey de la Dinastía Zhou, y el decimoctavo de la Dinastía Zhou Oriental.
Alcanzó el trono en el 441 a. C. por el asesinato de su hermano mayor, el Rey Ai, pero fue, a su vez asesinado por su hermano menor, el Rey Kao, después de tan solo cinco meses de reinado.